# 日本歯科心身医学会
日本歯科心身医学会（にほんしかしんしんいがっかい、Japanese Society of Psychosomatic Dentistry;JSPD）とは、歯科心身医学を中心とした学問を取り扱う専門学術団体の一つである。日本歯科医学会の認定分科会。

## 概要
1986年7月12日に設立された。2008年9月30日現在、会員数596名2009年現在、理事長は豊福明。

## 総会
- 年1回

## 本部事務局
- 〒135-0033　東京都江東区深川２－４－１１　（株）一ツ橋印刷株式会社　学会事務センター内

## 学会誌
- 『日本歯科心身医学会雑誌』年2回発刊 ISSN 0913-6681

## 専門認定
- 歯科医師
  - 日本歯科心身医学会認定医

## 大会等
| 年     | 月日          | 名称                                  | 会長     | 会場                     | テーマ                                   | 参加者数 | 備考        |
| ------ | ------------- | ------------------------------------- | -------- | ------------------------ | ---------------------------------------- | -------- | ----------- |
| 2011年 | 7月16日～17日 | 第26回日本歯科心身医学会総会･学術大会 | 安彦善裕 | 北海道立道民活動センター | 次世代の口腔医・口腔内科学の確立にむけて |          | [ 4 ]       |
| 2012年 | 9月1日～2日   | 第27回日本歯科心身医学会総会･学術大会 | 藤澤政紀 | 川越東武ホテル           | 日常臨床にもっと歯科心身医学のTipsを     |          | [ 5 ] [ 6 ] |

## 加盟団体
- 日本歯科医学会
- 日本歯学系学会協議会